# Potocki

Wapen van de zilveren linie

Wapen van de gouden linie

Potocki is een oeradellijk geslacht uit Polen.

## Geschiedenis
De familie wordt al in 1236 vermeld en dankt haar naam aan de plaats Potok bij Jędrzejów. In de 16e eeuw splitsten zich twee linies af, afstammend van de beide broers Andrzej (1552-1609), hoofd van de zogenaamde zilveren linie, en Stefan (1568-1631), hoofd van de zogenaamde gouden linie. De familie bracht vele Poolse bestuurders voort, alsmede kunstenaars en kunstverzamelaars. De graventitel wordt sinds 1606 gevoerd.

## Enkele telgen
Mikołaj Potocki (1520-1572), kastelein en starost
- Andrzej Potocki (1552-1609), kastelein
  - Stanislaw "Rewera" Potocki (1579-1667), groothetman
    - Andrzej graaf Potocki (†1692), veldhetman, kastelein
      - Józef graaf Potocki (1751-?), groothetman en kastelein
        - Stanisław graaf Potocki (†1760)
          - Józef graaf Potocki (1735-1802)
            - Jan Nepomucen graaf Potocki (1761-1815), Pools senator, historicus en schrijver (van onder andere Manuscript gevonden te Zaragoza)
              - Alfred Wojciech graaf Potocki (1785-1862), militair, 1e ordinaat van Łańcut; trouwde in 1814 met Józefiną Marią prinses Czartoryskich (1789-1862), lid van de familie Czartoryski
                - Alfred Józef graaf Potocki (1817-1889), 2e ordinaat van Łańcut, Oostenrijks minister-president
                  - Roman graaf Potocki (1852-1915), 3e ordinaat van Łańcut
                    - Alfred Antoni graaf Potocki (1886-1958), 4e ordinaat van Łańcut
                    - Jerzy graaf Potocki (1889-1961), Pools senator en diplomaat, hoofd van de tak in Peru

              - Artur Stanisław graaf Potocki (1787-1832), kapitein en adjudant van keizer Napoleon I
                - Adam Józef graaf Potocki (1815-1872); trouwde in 1847 met Katarzyna gravin Branicka (1825-1907), enkele malen geschilderd door Franz Xaver Winterhalter, onder andere het Portret van gravin Potocka
                  - Roza gravin Potocka (1848-1937), enkele malen geschilderd door Franz Xaver Winterhalter, onder andere Portret van Roza Potocka (1856); trouwde in 1868 met Ladislaus graaf Krasiński (1844-1873), ordinaat van Opinogora, en in 1886 met Eduard graaf Raczyński (1847-1926)
                  - Artur Władysław Józef Maria graaf Potocki (1850-1890), bankier en verzekeraar, lid van het Oostenrijkse Hogerhuis
                  - Zofia gravin Potocka (1851-1927), enkele malen geschilderd door Franz Xaver Winterhalter, onder andere Portret van Zofia Potocka (1870); trouwde in 1870 met Stephan graaf Zamoyski (1837-1899), lid van het Oostenrijkse Hogerhuis
                  - Andrzej Kazimierz graaf Potocki (1861-1908), diplomaat, stadhouder en ridder in de Orde van het Gulden Vlies, lid van het Oostenrijkse Hogerhuis, vermoord in het parlement te Lviv door de filosofiestudent Miroslaw Siczynski (1887–1979)

            - Seweryn graaf Potocki (1762-1829), Pools senator
              - Leo Johan graaf Potocki (1788-1860), opperceremoniemeester en lid van de rijksraad, diplomaat

          - Wincenty graaf Potocki (†1825), generaal-luitenant, starost; trouwde in 3e echt met Helene prinses Massalska (1763-1814), weduwe van Carl vorst de Ligne (†1792)
            - Franciszek Stanisław Józef graaf Potocki (1788-1853); trouwde in 1807 met Sidonie prinses de Ligne (1786-1828), lid van de familie De Ligne en dochter van Carl vorst de Ligne (†1792) en Helene prinses Massalska (1763-1814)

    - Feliks Kazimierz graaf Potocki (†1702), groothetman en militair
- Stefan Potocki (1568-1631), woiwode van Braclaw, starost van Podolië

## Portretten van familieleden

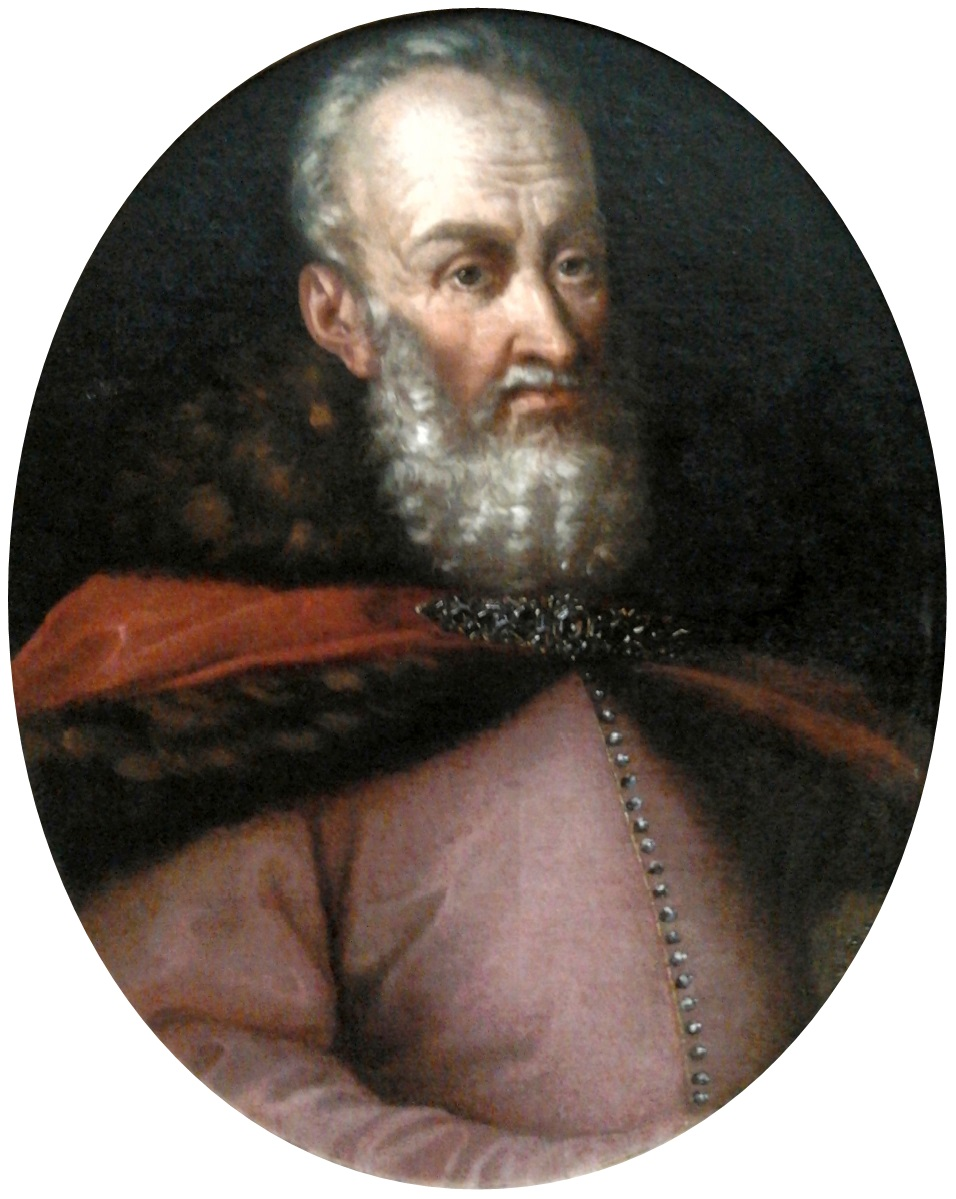
Stanislaw "Rewera" Potocki (1579-1667), groothetman (ca. 1660)
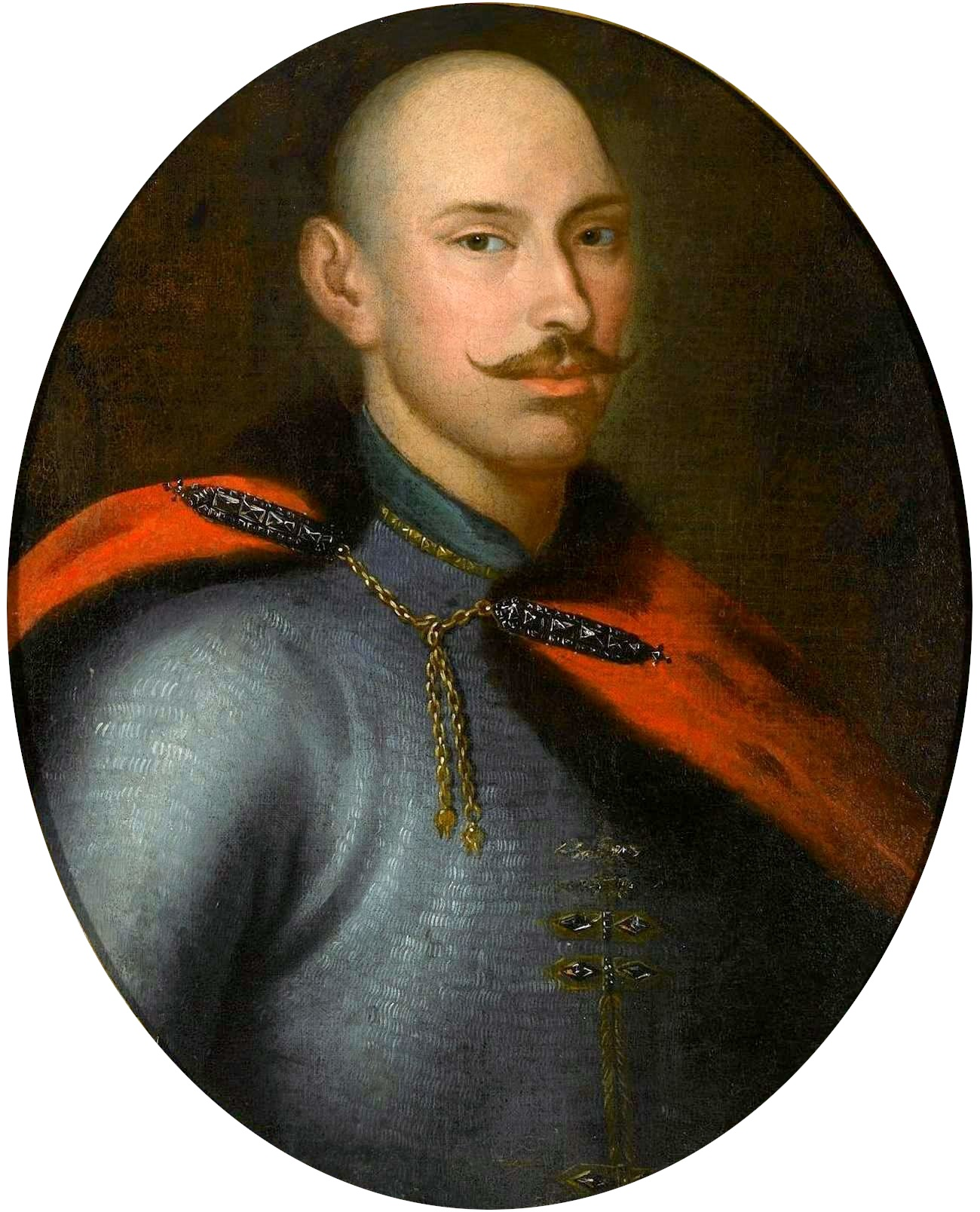
Andrzej graaf Potocki (†1692)
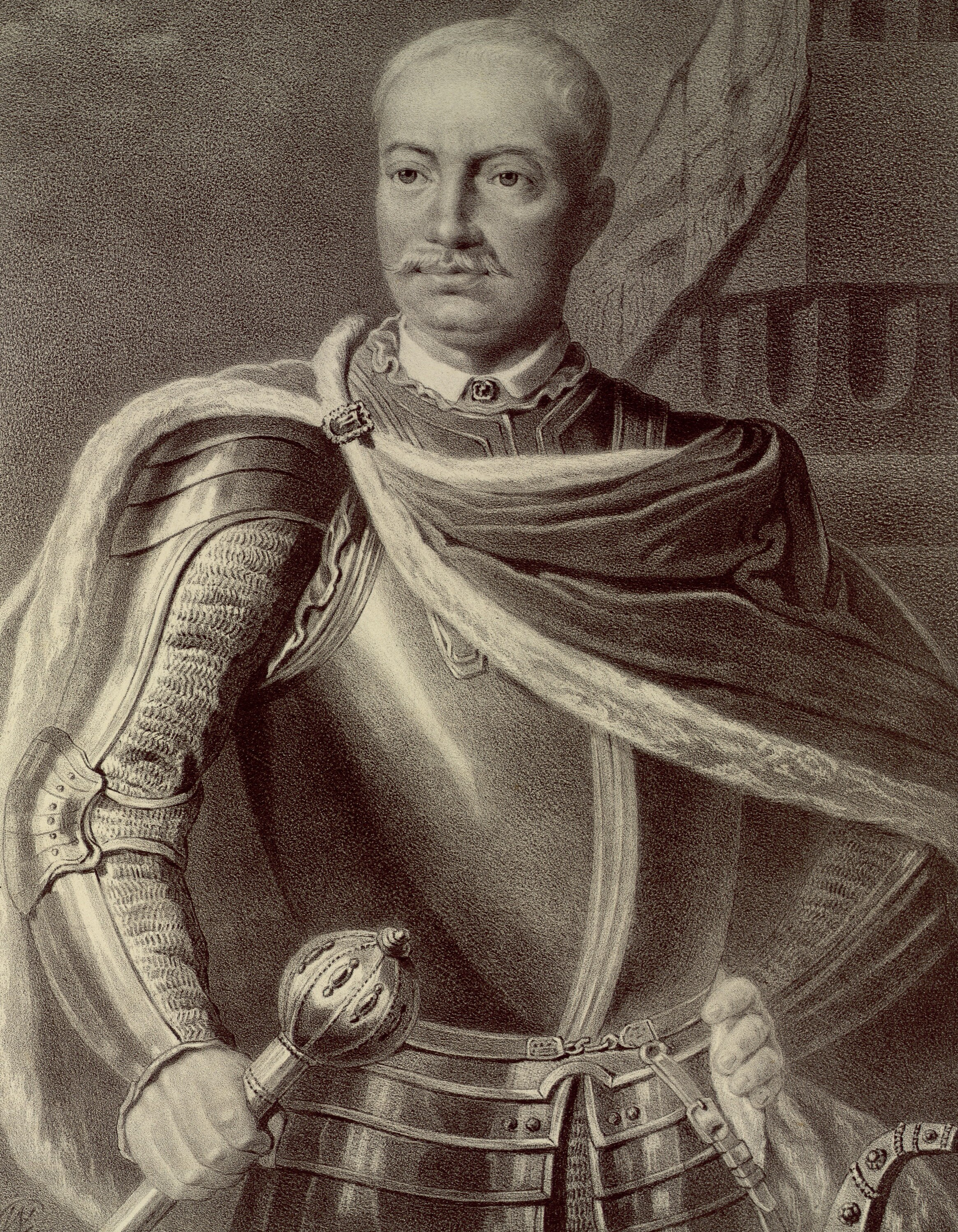
Feliks Kazimierz graaf Potocki (†1702)
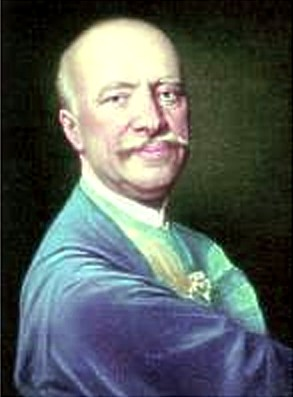
Franciszek Salezy Potocki (1700-1772)
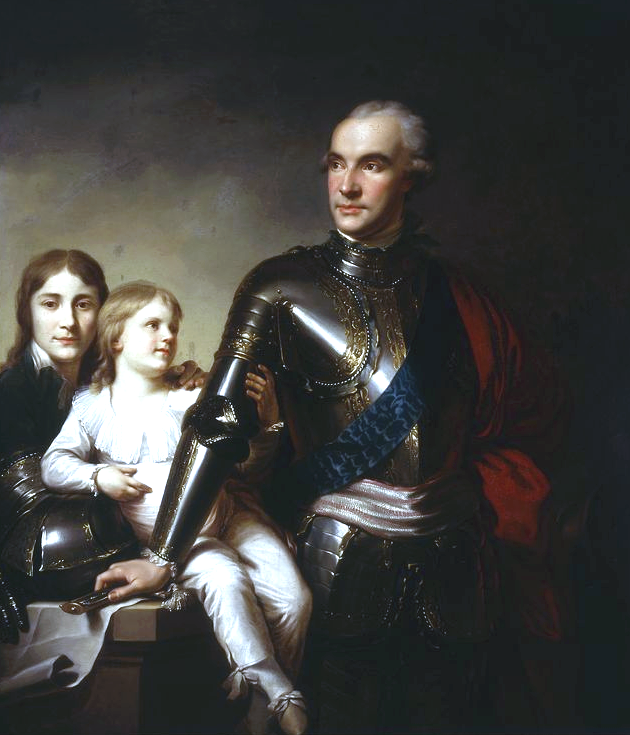
Szczęsny Potocki (1745-1805) met zonen Stanisław and Szczęsny Jerzy (1788-1790)
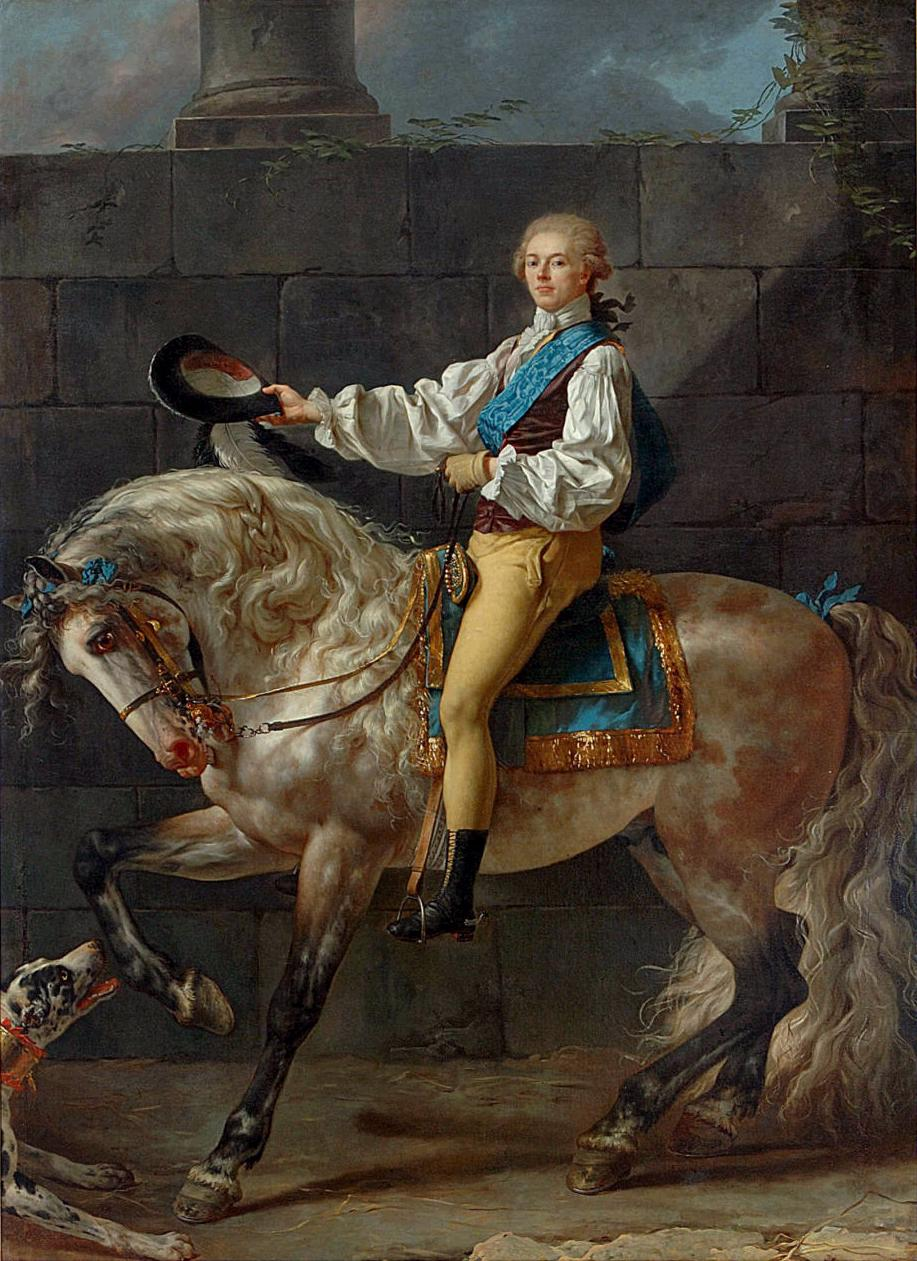
David Stanisław Kostka Potocki (1755-1821), door Jacques Louis David (1780)
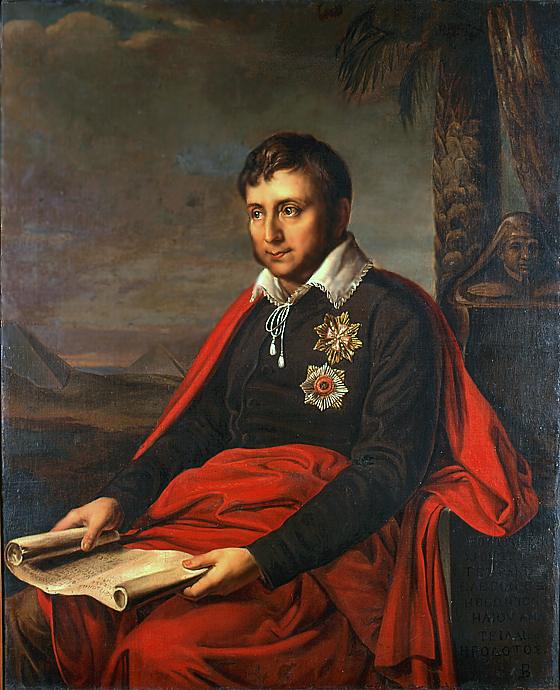
Jan Nepomucen graaf Potocki (1761-1815), schrijver, door Alexander Varnek, na 1810
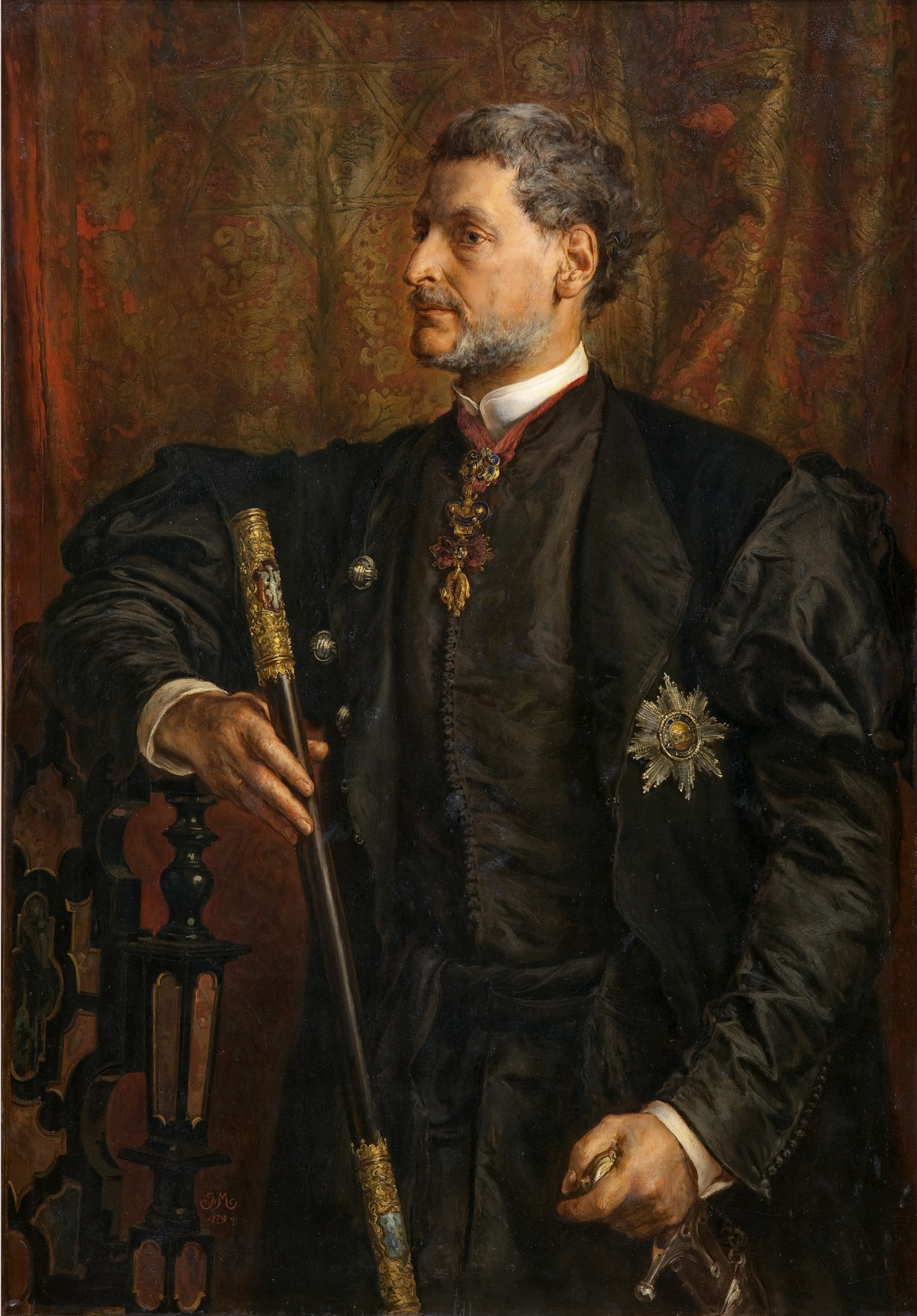
Alfred Józef graaf Potocki (1817-1889), Oostenrijks minister-president
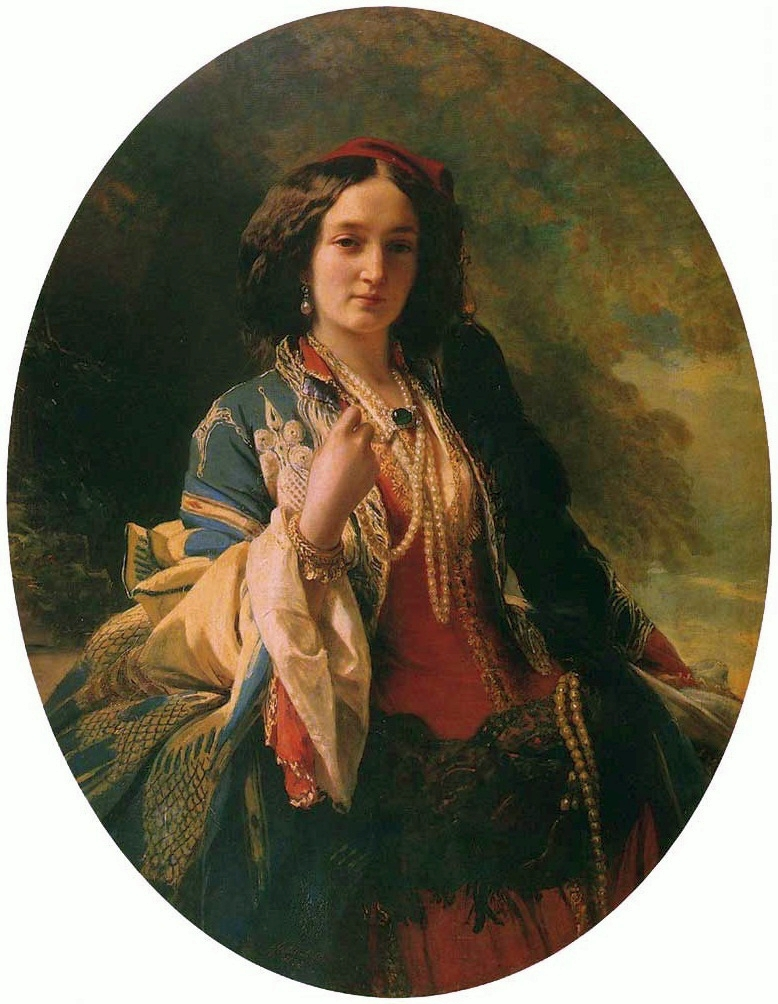
Portret van Katarzyna Potocka née Branicka (1825-1907) in orientaals kostuum, door Franz Xaver Winterhalter (1854)
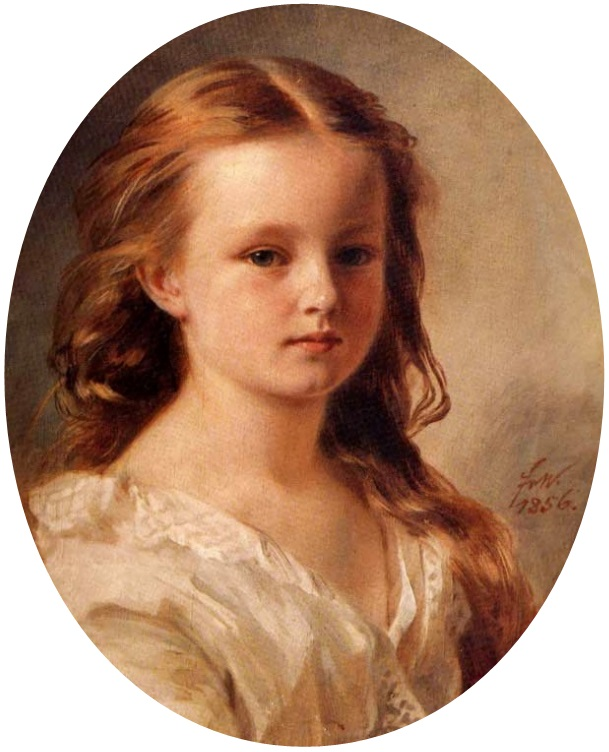
Portret van Roza Potocka (1848-1937), door Franz Xaver Winterhalter (1856)
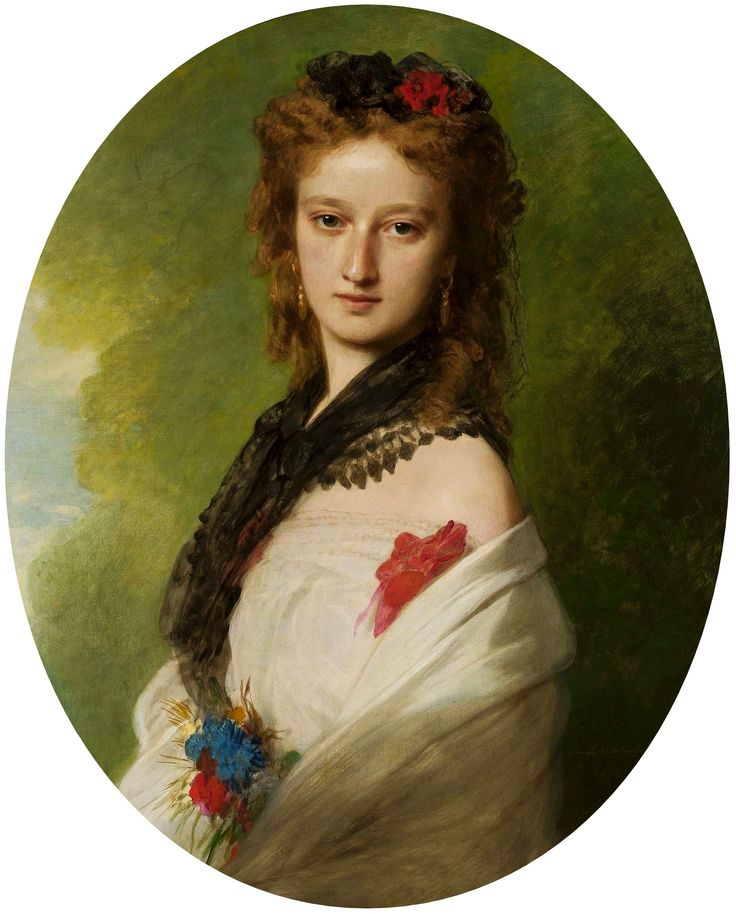
Portret van Zofia Potocka (1851-1927), door Franz Xaver Winterhalter (1870)

## Afbeeldingen van (voormalige) familiebezittingen

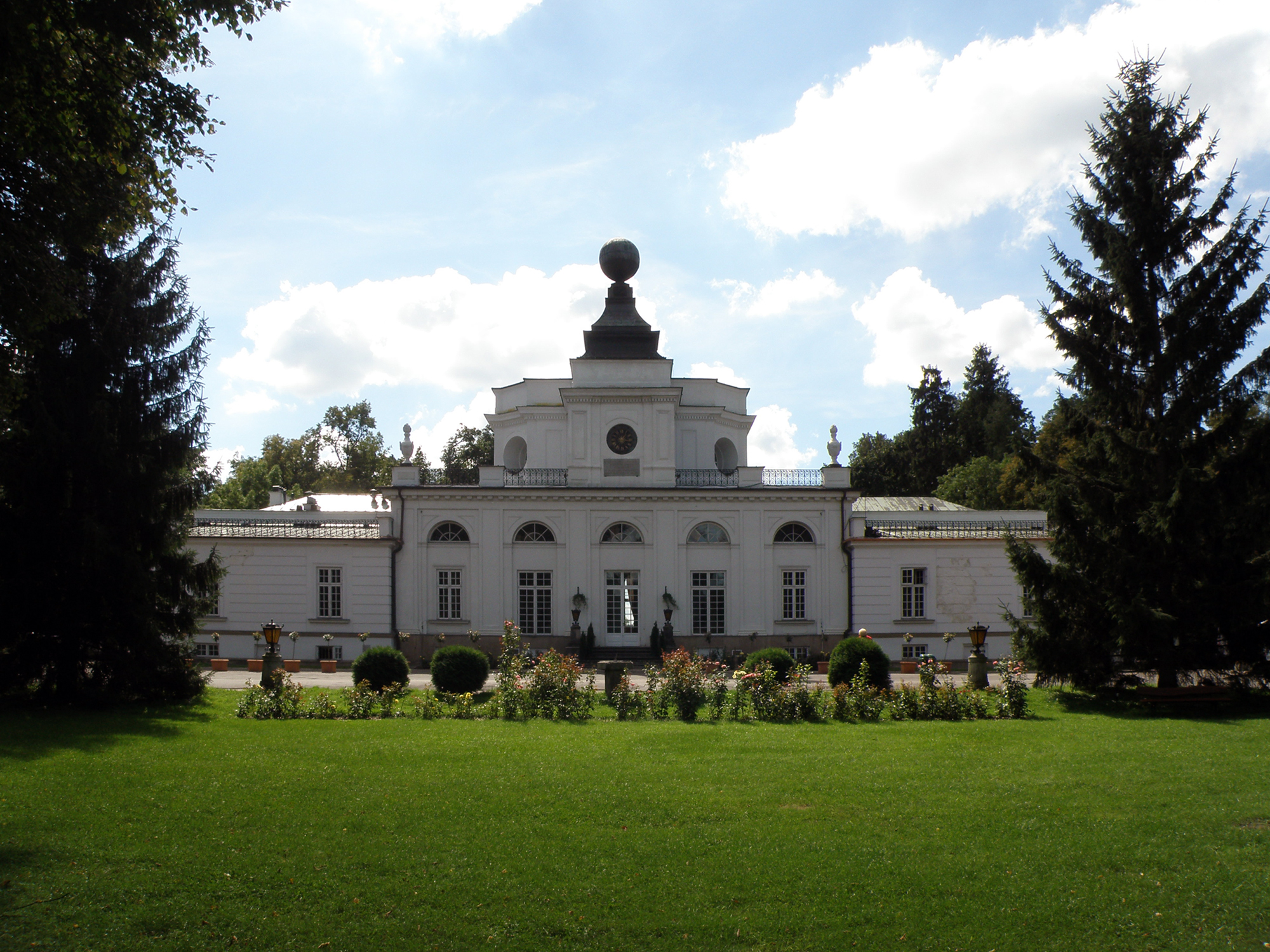
Potockipaleis in Jabłonna
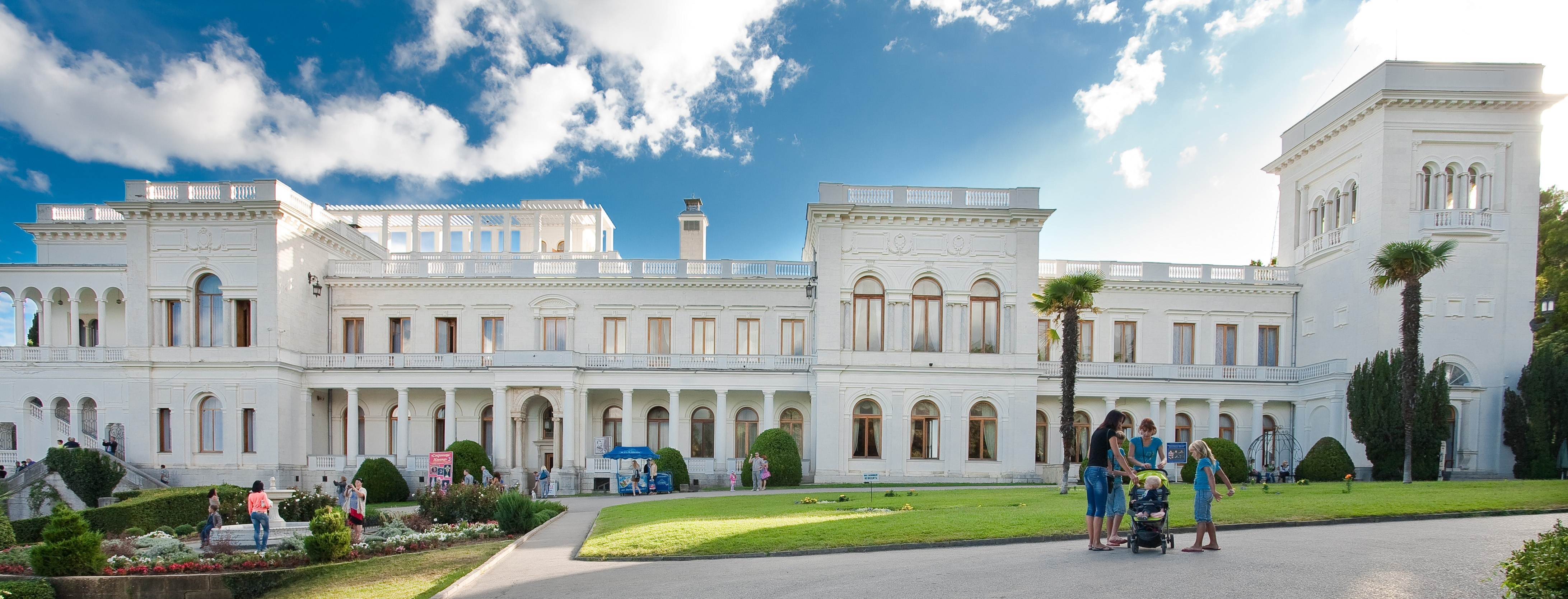
Potockipaleis in Livadia
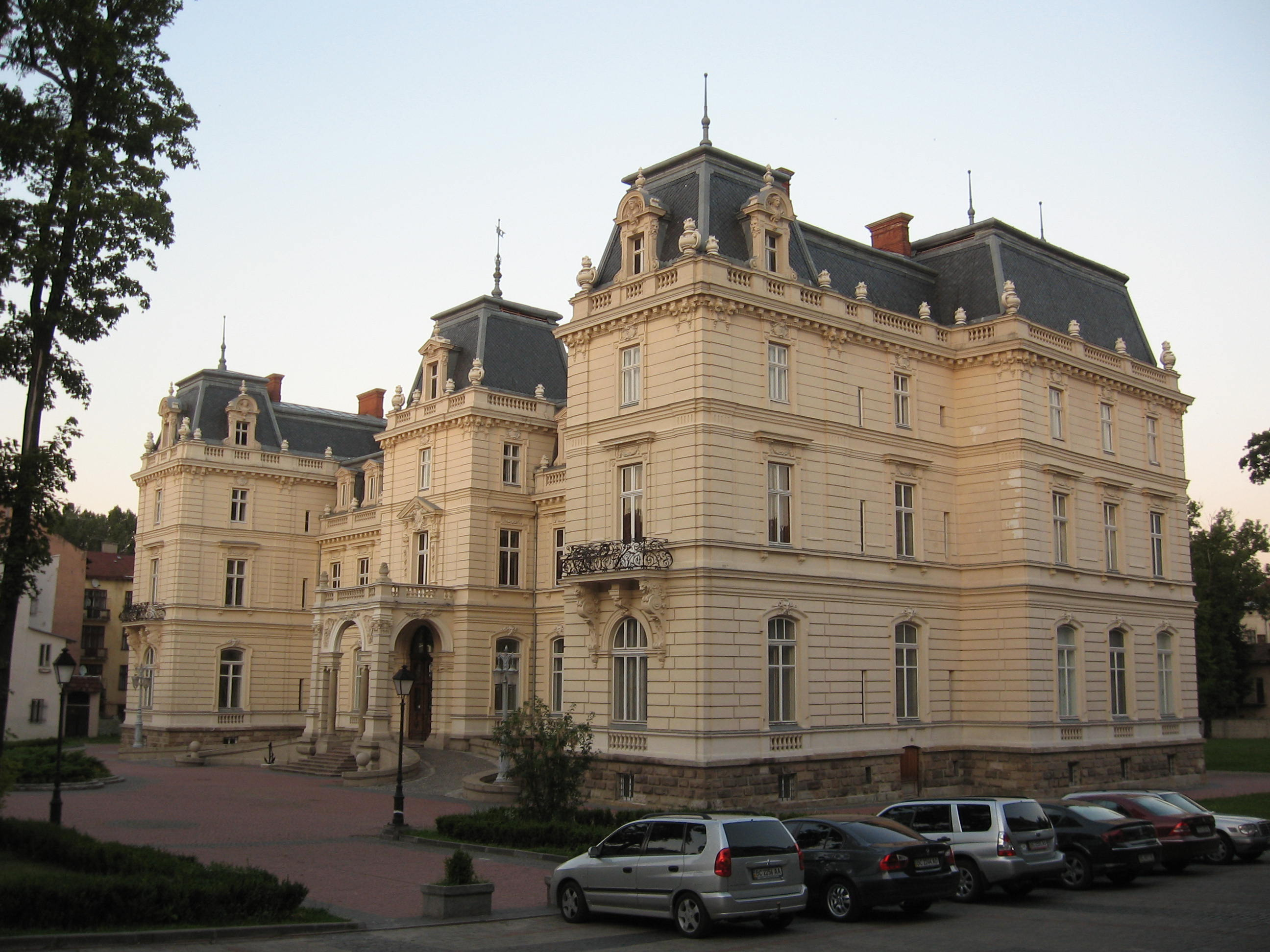
Potockipaleis in Lviv
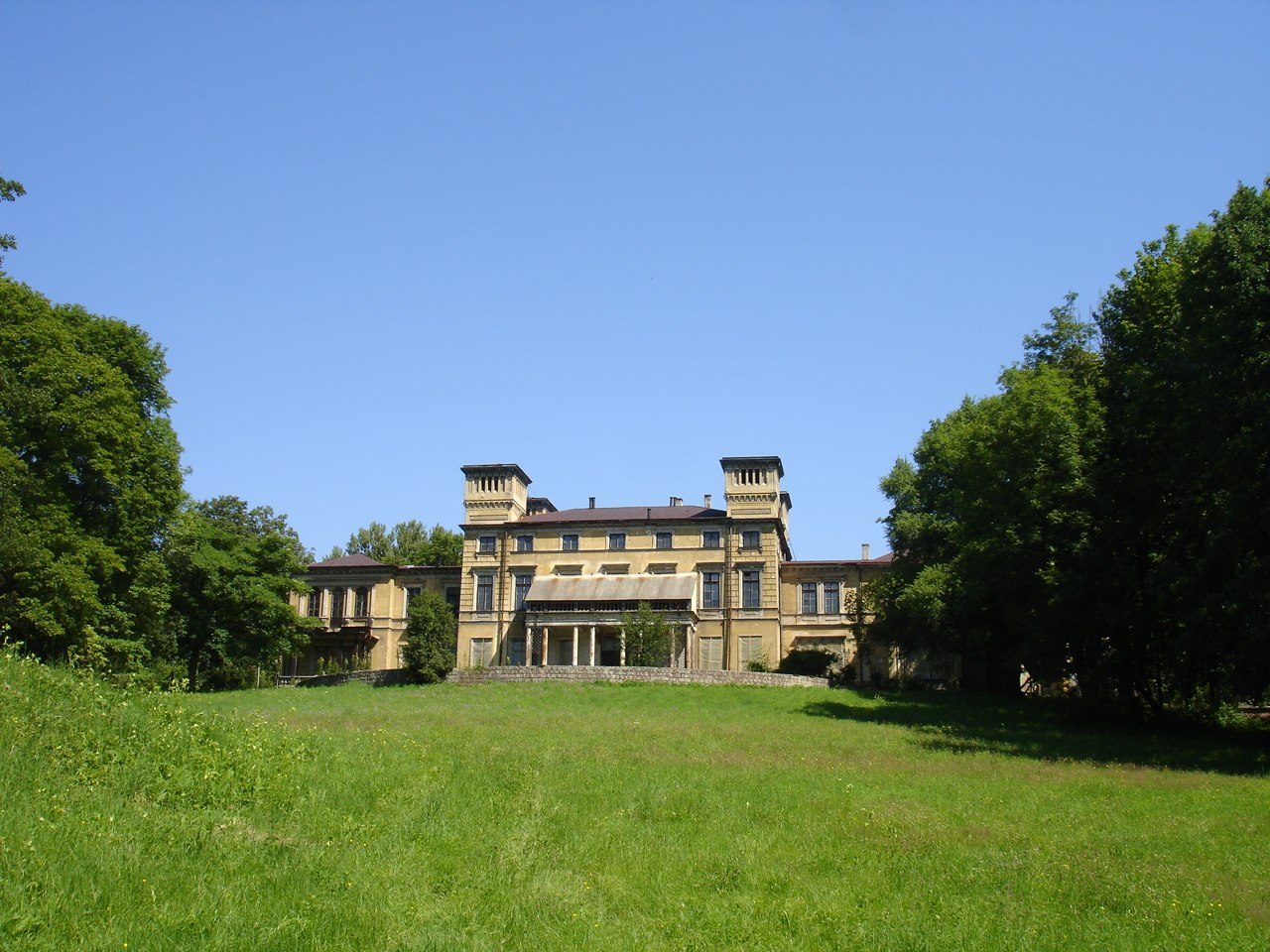
Paleis van Adam Józef graaf Potocki (1815-1872) in Krzeszowice
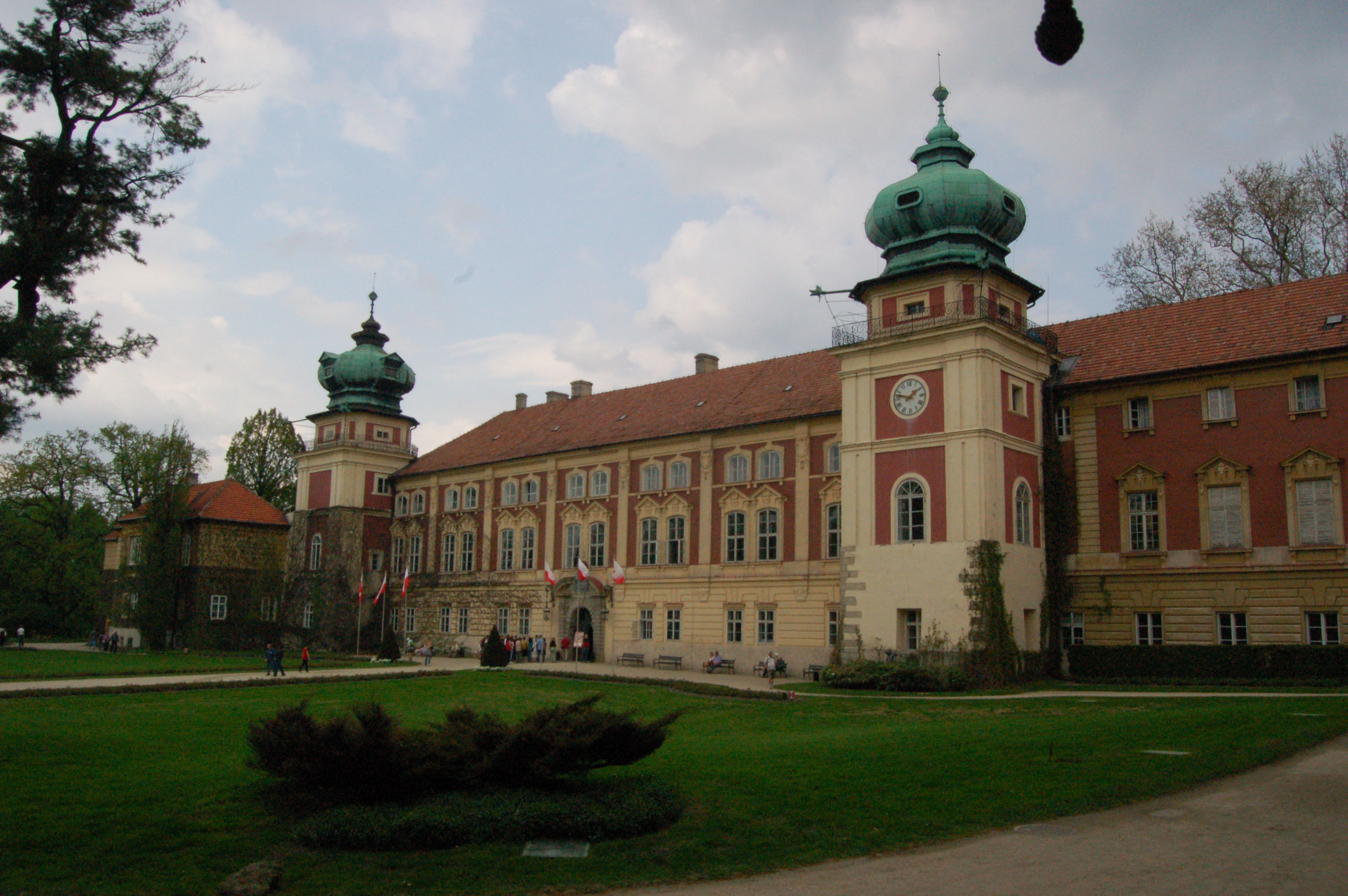
Kasteel Łańcut
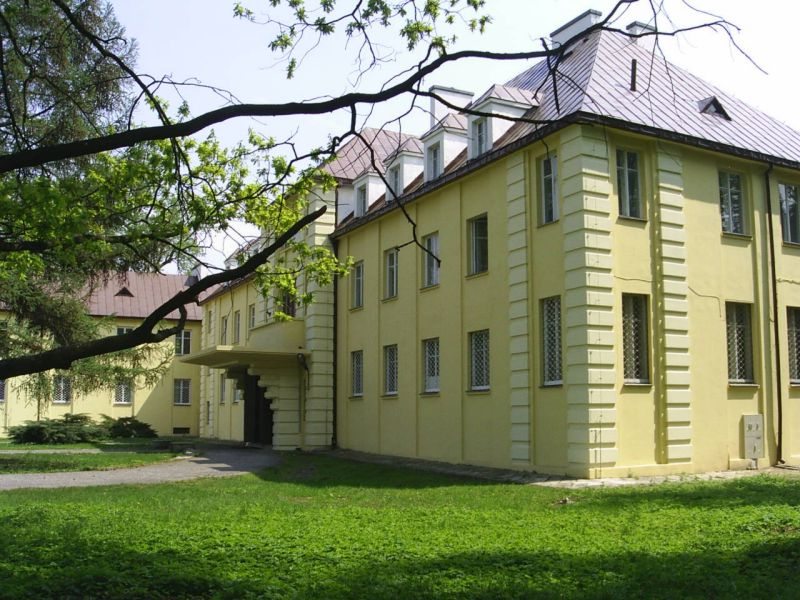
Potocikipaleis in Międzyrzec Podlaski
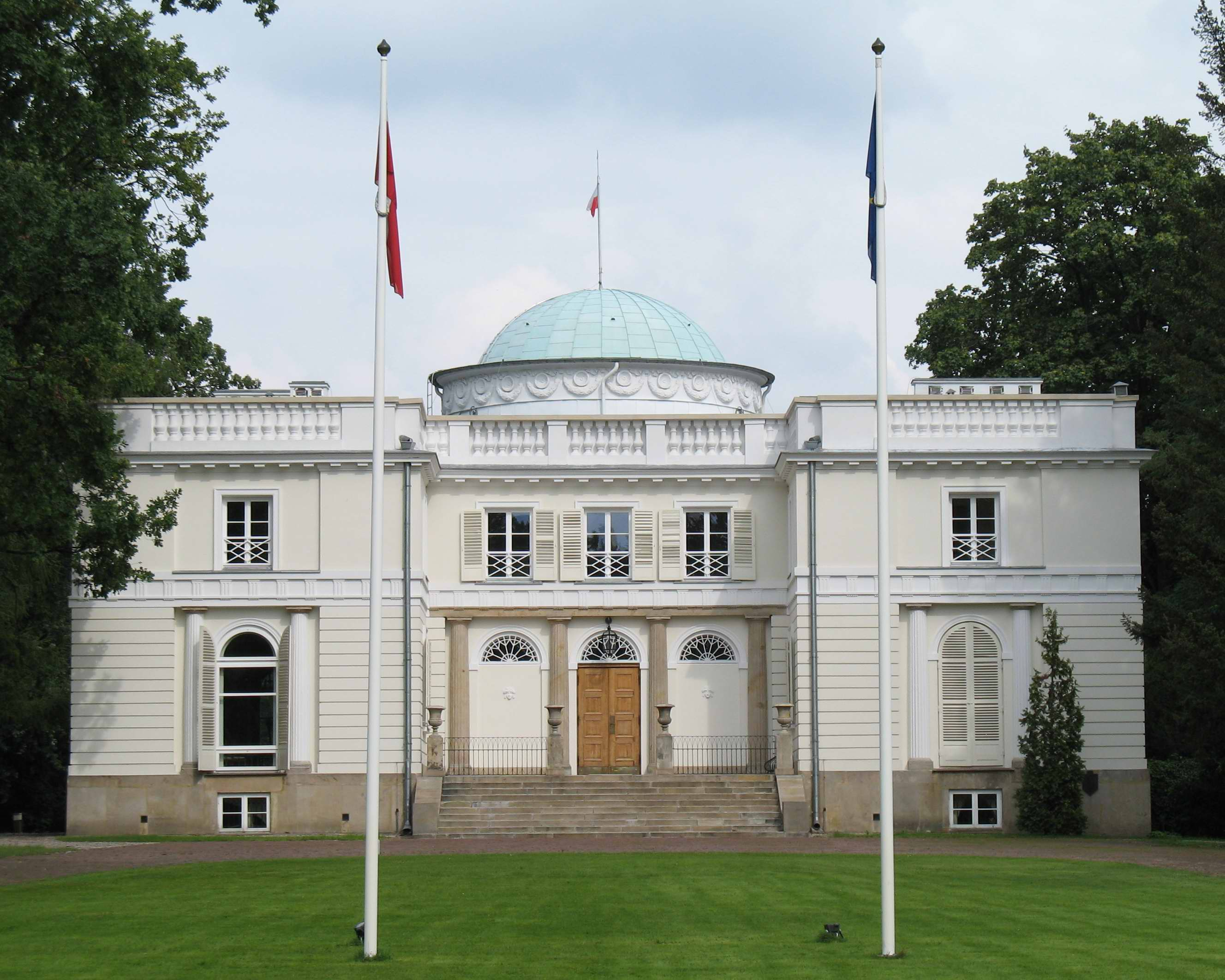
Potockipaleis in Natolin
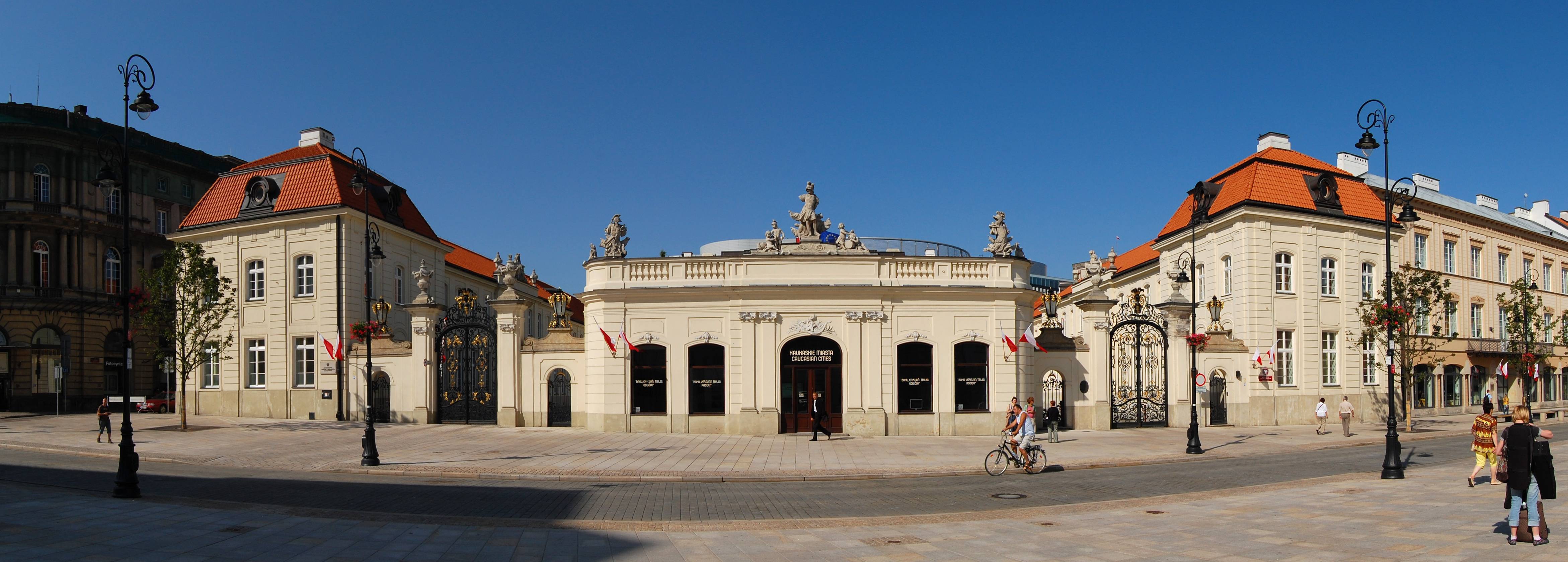
Potockipaleis in Warschau (straatzijde)
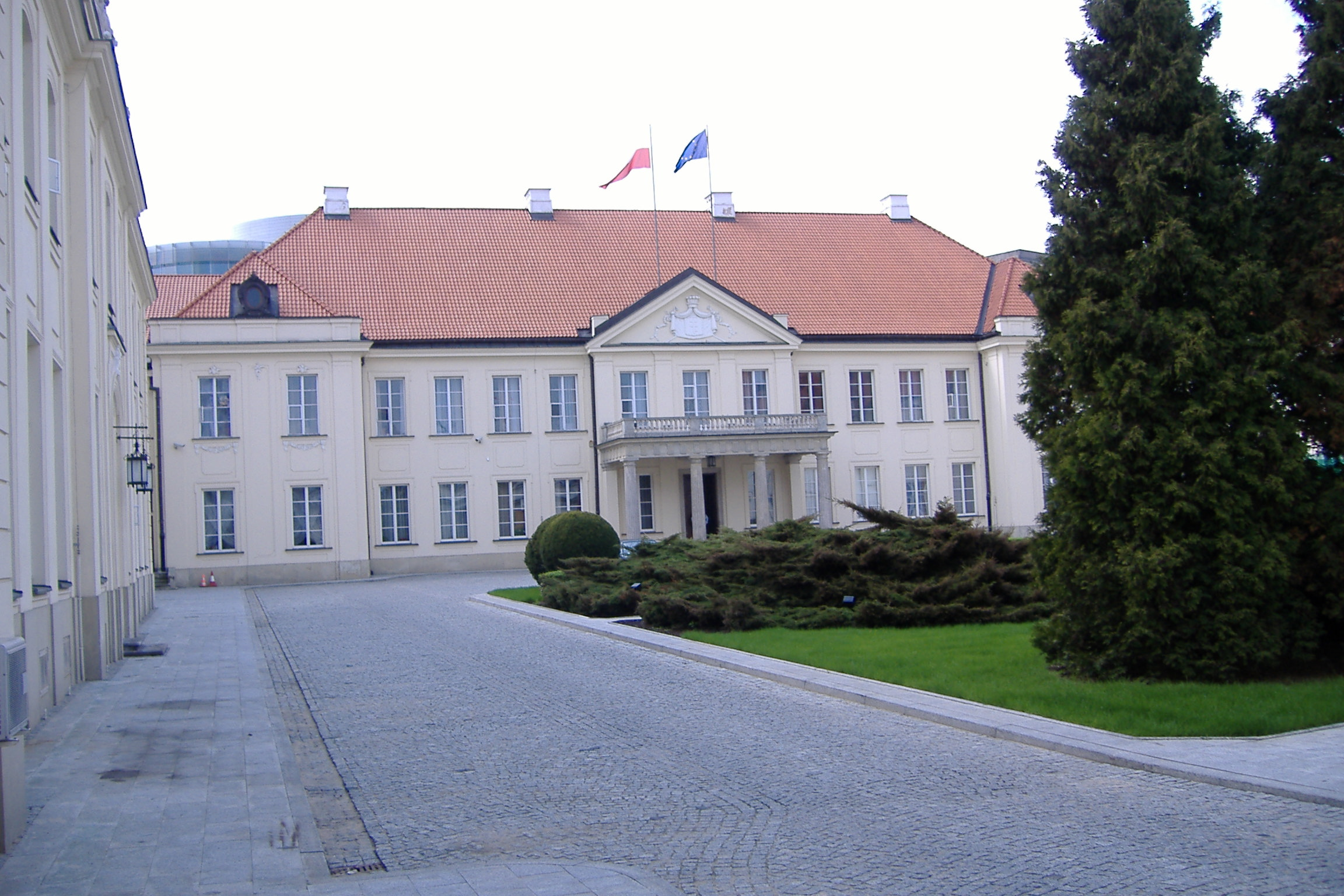
Potockipaleis in Warschau (binnenhof)
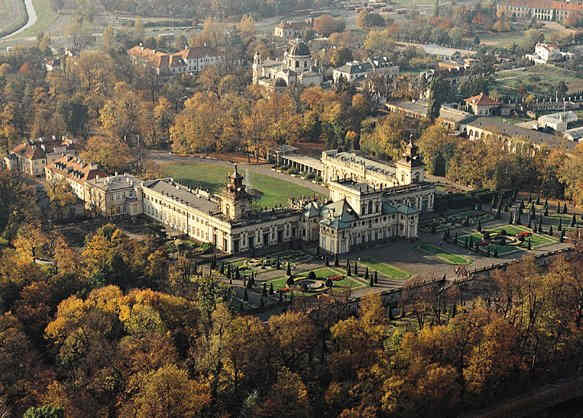
Wilanówpaleis in Warschau